# 마터탈

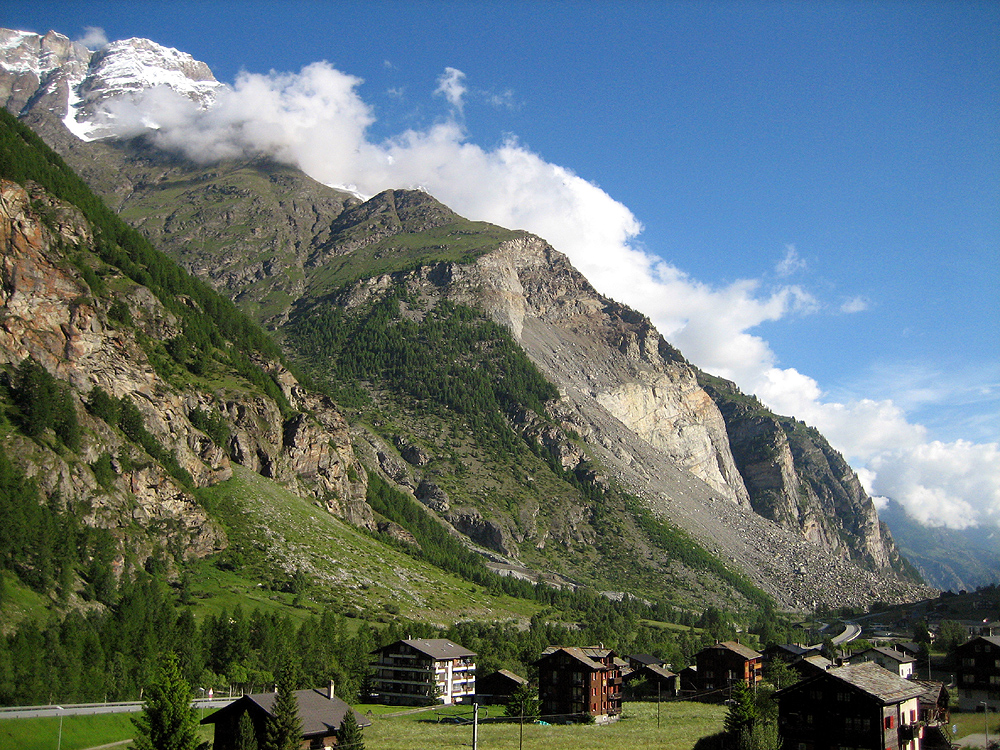
1990년대에 암석붕괴로 퇴적된 커다란 파편 선상지는 마터 계곡의 란다 마을 위에서 볼 수 있다.

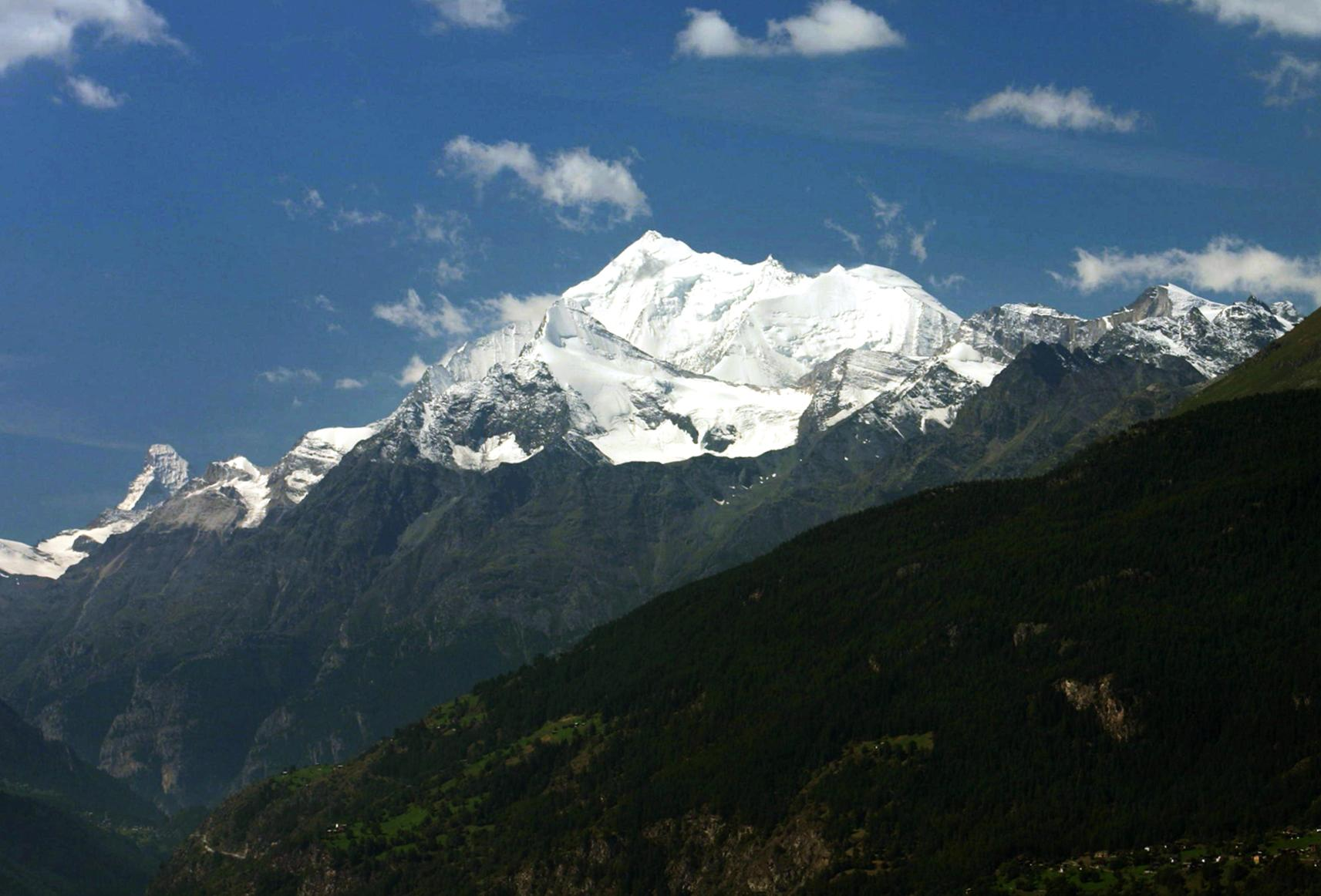
마터 계곡(배경) 위에 있는 바이스호른

마터 계곡(Matter Valley) 또는 마터탈(Mattertal)은 스위스 남서부, 발레주의 론강 계곡 남쪽에 있다. 체르마트 마을은 마터호른을 비롯한 많은 4천 미터 이상의 봉우리로 둘러싸인 계곡의 가장 중요한 정착지이다.

## 지리
페나인 알프스에 위치한 마터 계곡은 론강의 지류인 마터 피스파에 의해 배수된다. 계곡 자체는 자스 계곡과 만나는 슈탈든에서 끝난다. 그 결과 생긴 피스프 계곡은 젊은 론강의 피스프 마을에 도달할 때까지 몇 킬로미터 계속된다. 계곡은 이탈리아 국경에 있는 체르마트 남쪽의 높은 봉우리(몬테로사, 마터호른) 사이에서 시작된다. 위쪽은 빙하로 덮여 있으며, 알프스에서 두 번째로 큰 빙하인 고르너 빙하가 있다. 해발 4,634m의 몬테로사 기슭에 위치한 츠무트 빙하는 해발 4,478m 마터호른 기슭에 있다. 란다 마을 주변에는 바이스호른(4,505m)과 돔(4,545m)이 있다. 활주로와 양쪽 정상의 고저차는 3km가 넘는다. 계곡의 총 길이는 약 40km이다.

### 주거지
약 5,600명의 주민이 거주하는 해발 1,600m의 체르마트는 계곡에서 가장 크고, 가장 높은 마을이다. 장크트니클라우스는 2,400명의 주민과 함께한다. 그 사이에는 작은 마을 테쉬와 란다가 있다. 그레헨, 엠브트(Embd)와 퇴르벨 마을은 계곡 위에 있다. 계곡 끝자락에 위치한 해발 800m의 슈탈든은 가장 낮은 마을이다.

## 교통

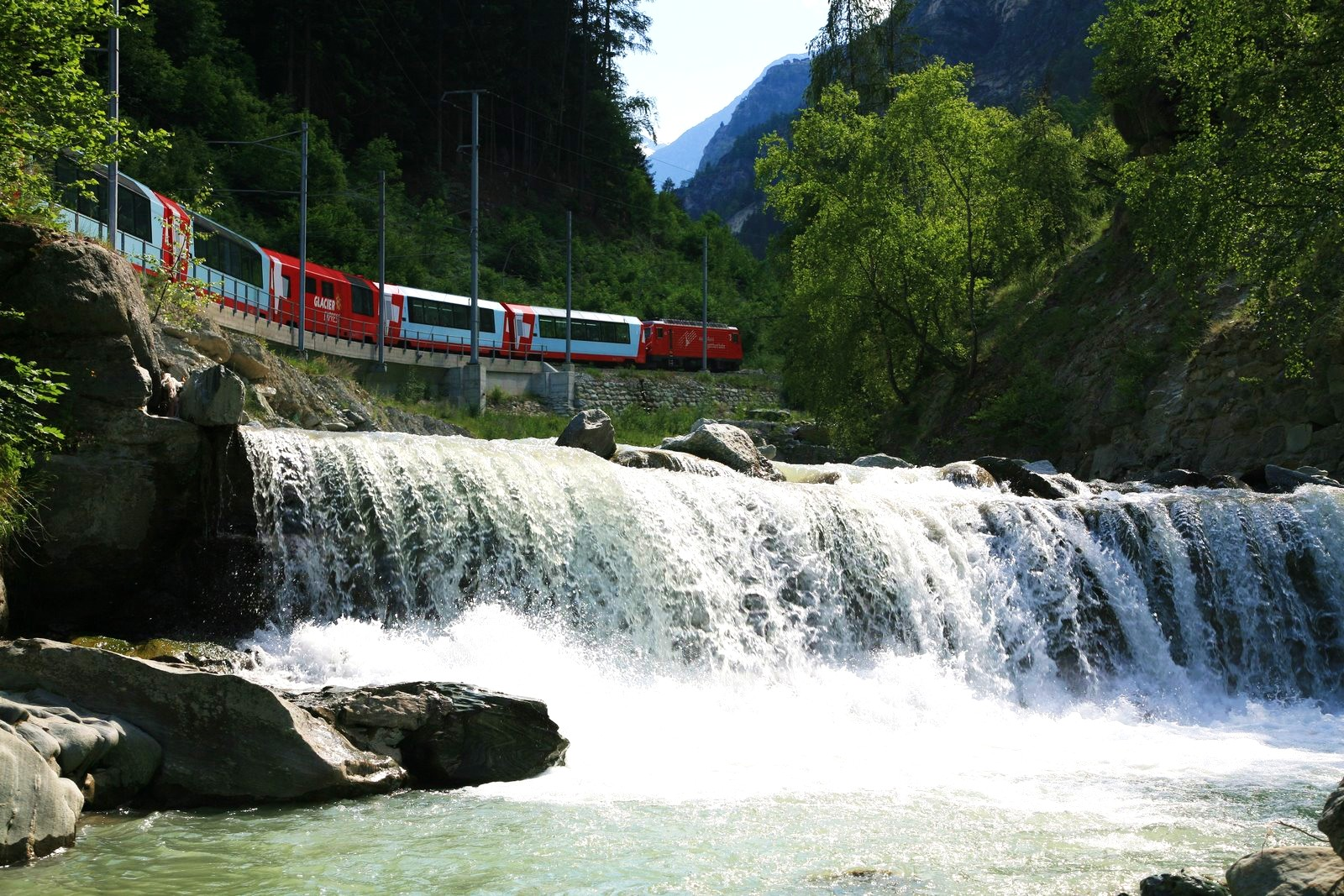
마터 피스파를 따라가는 빙하특급

19세기 말부터 계곡의 상단은 피스프(마터호른 고트하르트 철도)에서 철도로 연결된다. 주요 도로가 피스프에서 체르마트를 경우 테쉬와 체르마트 사이를 사용할 수 없으며 후자는 완전히 차 없는 상태이다.
1930년부터 계곡은 빙하특급 파노라마 열차로 생모리츠와 직접 연결된다.